# Glifosato
O glifosato (N-(fosfonometil)glicina) é um herbicida sistêmico de amplo espectro e dessecante de culturas. É um composto organofosforado, especificamente um fosfonato. É usado para matar ervas daninhas, especialmente as folhosas perenes e gramíneas que competem com as culturas. Suas propriedades herbicidas foram descobertas por volta de 1970, pelo químico John E. Franz, da Monsanto.
O glifosato é absorvido através das folhas, e minimamente através de raízes, e transportado para pontos de crescimento. Ele inibe uma enzima vegetal envolvida na síntese de três aminoácidos aromáticos: fenilalanina, triptofano e tirosina. Portanto, é eficaz somente em plantas em crescimento ativo e não é eficaz como um herbicida de pré-emergência.
Um número crescente de culturas foram geneticamente modificadas para serem tolerantes ao glifosato (por exemplo, a soja Roundup Ready, a primeira cultura Roundup Ready, também criada pela Monsanto), que permite que os agricultores usem o glifosato como um herbicida pós-emergente contra ervas daninhas. 
O desenvolvimento de resistência ao glifosato em espécies de ervas daninhas está tornando-se um problema grave.
Apesar de o glifosato e suas formulações, tais como Roundup, terem sido aprovados por várias entidades reguladoras em todo o mundo, persistem preocupações sobre seus efeitos no ser humano e no meio ambiente.

## História
O glifosato foi sintetizado pela primeira vez na Suíça, em 1950, pelo químico Henry Martin, mas não se conhecia a sua função herbicida, e a pesquisa nunca foi publicada. A substância foi inicialmente patenteada como um agente quelante.
Em 1969, John E. Franz, a serviço da Monsanto, fez experiências com compostos que tinham alguma atividade herbicida até chegar ao glifosato. Franz recebeu a Medalha Nacional de Tecnologia e Inovação do governo dos Estados Unidos em 1987 e a medalha Perkin em 1990 pela descoberta.
Após alguns anos de desenvolvimento, estudos e avaliação pelos órgãos reguladores, em 1974, o herbicida baseado em Glifosato com nome comercial Roundup, passou a ser vendido nos EUA. e era anunciado que respeitava o ambiente, era inteiramente biodegradável e não deixava resíduos no solo, o que era falso . Nos EUA, a empresa foi mais tarde (em 1996) forçada a retirar tais alegações, consideradas publicidade enganosa. Dois anos mais tarde, foi condenada por sugerir que o produto poderia ser espalhado nas águas ou perto delas sem perigo.
Os agricultores rapidamente adotaram o glifosato, especialmente depois de a Monsanto introduzir culturas resistentes ao glifosato — as culturas Roundup Ready, permitindo aos agricultores matar as ervas daninhas sem matar as suas culturas. O desenvolvimento desde a década de 1990 de culturas transgênicas, como a soja, o milho e o algodão, resistentes ao glifosato, fez disparar as vendas deste herbicida. Além da agricultura, o herbicida também é usado nos jardins das cidades.
Desde então, muitas variações do produto foram sendo produzidas. Em 2000, a patente da Monsanto expirou e outras empresas apostaram neste químico. Só na Europa, 300 herbicidas à base de glifosato de 40 empresas diferentes são comercializados. Nos EUA, mais de 750 produtos contêm a substância, que é o agrotóxico mais usado no mundo.
Em 2007, o glifosato foi o herbicida mais utilizado no setor agrícola dos Estados Unidos e o segundo mais usado em casa e jardim, pelo governo e indústria, e no comércio. A frequência e o volume de aplicações de herbicidas à base de glifosato (HBGs) aumentaram mais de 100 vezes entre o final dos anos 1970 e 2016, provavelmente devido ao surgimento de ervas daninhas resistentes ao glifosato, o que, por sua vez, deve causar mais crescimento em seu uso.

## Química
O glifosato é um aminofosfonato análogo ao aminoácido natural glicina, que portanto ocupa o lugar desta na síntese proteica. Seu nome é uma contração de glicina + fosfato.

## Bioquímica
O glifosato mata as plantas por inibir a enzima 5-enolpiruvoil-shikimato-3-fosfato sintetase (EPSPS), que sintetiza os aminoácidos aromáticos: fenilalanina, tirosina e triptofano. A EPSPS catalisa a reação do shikimato-3-fosfato (S3P) e do fosfoenolpurivato para formar EPSP e fosfato. Os aminoácidos aromáticos são usados também para produzir metabólitos secundários como folatos, ubiquinonas e naftoquinas. A via do shikimato não está presente em animais.

## Toxicidade
Muitas avaliações acadêmicas e de entidades reguladoras atestaram a baixa toxicidade relativa do glifosato como um herbicida, porém as muitas controvérsias tem se confirmado em estudos mais recentes sua toxidade onde se reivindica que, devido a associações desta "toxicidade de tais formulações estar atualmente bem comprovada e requerer uma revisão do regulamento".
Formulações comerciais de glifosato contêm, além de sais de  glifosato,  certos aditivos, tais como surfactantes de diferentes tipos e em concentrações variáveis. Toxicologistas têm estudado os efeitos do  glifosato isoladamente, dos aditivos isoladamente e das formulações. Análises toxicológicas sugerem que outros ingredientes em combinação com o glifosato podem ter maior toxicidade do que o glifosato isoladamente.
Em março de 2015, a Agência Internacional de Pesquisas em Câncer (IARC), da Organização Mundial da Saúde, classificou o glifosato como "provavelmente cancerígeno em humanos" (Categoria 2A) com base em estudos epidemiológicos, estudos em animais e estudos in vitro.
Mas, alguns meses depois, em novembro de 2015, a Autoridade Europeia para a Segurança dos Alimentos (AESA ou EFSA) reavaliou as conclusões da IARC e publicou um outro relatório acerca da carcinogenicidade potencial do glifosato ou de herbicidas contendo glifosato. A conclusão foi de que dificilmente o glifosato representaria risco de câncer para os seres humanos e que não havia evidências nesse sentido. Segundo a EFSA, embora formulações contendo glifosato sejam  provavelmente cancerígenas, estudos que consideram exclusivamente a substância ativa glifosato não mostram este efeito. O relatório da AESA acrescenta que há várias razões que explicam as divergências  em relação ao relatório da IARC. Uma delas é que o IARC não avaliou somente o glifosato, isoladamente, mas também as formulações à base de glifosato, enquanto a revisão interpares da AESA considerou apenas a substância ativa pura. A AESA reconheceu que a questão da toxicidade das formulações contendo glifosato deve ser considerada mais aprofundadamente, uma vez que alguns estudos de genotoxicidade publicados (não de acordo com o Genetic Literacy Project ou com as directrizes da OCDE) sobre tais formulações apresentaram resultados positivos in vitro e in vivo. Em especial, considerou-se que o potencial genotóxico dessas formulações deve ser abordado. Além disso, a AESA salientou que outros parâmetros devem ser esclarecidos, como a toxicidade  e a carcinogenicidade a longo prazo, a toxicidade na reprodução e no desenvolvimento e o potencial de desregulação endócrina das formulações contendo glifosato.
Em maio de 2016, o Encontro sobre Resíduo de Pesticidas, promovido pela Organização das Nações Unidas para Alimentação e Agricultura (FAO) e pela Organização Mundial da Saúde, concluiu ser pouco provável que o glifosato constitua um risco cancerígeno para os seres humanos em exposição através da dieta", mesmo em doses tão altas quanto 2.000 mg/kg de massa corporal por via oral.
Em novembro de 2017, os países da União Europeia votaram pela renovação da licença do glifosato, apesar das campanhas contra a substância.

### Em humanos
Em uma avaliação de risco de 2017, a Agência Europeia das Substâncias Químicas (ECHA) escreveu: "As informações sobre irritação da pele em humanos é muito limitada. Onde foi relatado irritação da pele, não está claro se está relacionada ao glifosato ou a outros componentes presentes na formulação do herbicida." A ECHA concluiu que os dados disponíveis sobre humanos era insuficiente para dar suporte a uma classificação para corrosão ou irritação da pele. A inalação é uma via de exposição menor, mas a névoa da pulverização pode provocar desconforto oral ou nasal, um sabor desagradável na boca, ou formigamento e irritação na garganta. Contato nos olhos pode resultar em conjuntivite leve. Danos superficiais às córneas é possível se os olhos não forem lavados em tempo ou de forma adequada após exposição.
Os relatórios das agências de avaliação de risco de diversos países, bem como os de autoridades transnacionais, consensualmente classificam o glifosato como seguro e não carcinogênico. Uma revisão em 2000 concluiu que "sob as condições de uso atuais e esperadas no futuro, não há potencial para o herbicida Roundup representar risco à saúde humana". Em 2012, uma meta-análise de estudos epidemiológicos de exposição a formulações de glifosato não encontrou correlação com nenhum tipo de câncer. A revisão sistemática de 2013 pelo Instituto Alemão de Avaliação de Risco dos estudos epidemiológicos de trabalhadores que usam pesticidas não encontrou evidência de risco significativo com glifosato para vários tipos de câncer, incluindo o Linfoma não-Hodgkin (LNH), dizendo que "os dados disponíveis são contraditórios e estão longe de serem convincentes". Em 2014, outra meta-análise identificou um risco elevado de um tipo de NHL em trabalhadores expostos a formulações com glifosato. Uma revisão sistemática e meta-análise de 2016 não encontrou relação causal de exposição ao glifosato com nenhum tipo de câncer linfohematopoiético, incluindo LNH. De acordo com o estudo, quando associações estatísticas fracas foram encontradas, estas observações podem ser atribuídas a viés e a fatores de confusão, devido a trabalhadores normalmente estarem expostos a outros produtos potencialmente carcinogênicos. A revisão relatou que estudos indicando um efeito entre o uso de glifosato e linfoma não-Hodgkin tem sido criticados por não considerar estes fatores, bem como a qualidade subjacente dos estudos sob revisão, ou se a relação é causal ou meramente correlacional.

### Documentos internos da Monsanto
Documentos internos da Monsanto foram desclassificados pela justiça americana em Março de  2017  e mostram que, já em 1999  , a empresa  "estava seriamente preocupada [...] com o potencial mutagénico do glifosato", sem contudo modificar seu discurso oficial sobre a inocuidade da molécula. 
Além dos efeitos do glifosato, a Monsanto evita fazer estudos sobre os efeitos da formulação final (Roundup, por exemplo). Em  2003, a empresa reconheceu internamente que não havia feito um teste de carcinogenicidade ao seu principal produto. Em março  de 2002, as autoridades holandesas solicitaram à Monsanto que realizasse testes de penetração cutânea a um  produto à base de glifosato. A Monsanto acedeu, mas decidiu pará-los prematuramente porque os resultados corriam o risco de ultrapassar os limites impostos pelas autoridades  alemãs. 
Le Monde  noticiou "como a poderosa empresa americana publicou artigos co-escritos por seus funcionários e assinados por cientistas para contrariar as informações que denunciam a toxicidade do glifosato", em particular os escritos por Séralini .

## Meio ambiente
Quando o glifosato foi lançado como um herbicida comercial na década de 1970 ele trouxe uma novidade: ao contrário do padrão de qualidade esperada de um herbicida de ter uma molécula seletiva, resistente a intempéries e persistente no solo, o glifosato se apresentava como um herbida de amplo espectro com uma molécula que degradava rapidamente quando exposta a chuva e sol. As qualidades marcando contraponto aos herbicidas estabelecidos no mercado (suposta baixa toxidade, rápida eliminação ambiental, eliminação do amplo espectro de vegetações) fizeram do produto da Monsanto, o Roundup, um grande sucesso comercial.
O glifosato liga-se fortemente ao solo, portanto a poluição dos aquíferos é limitada. Glifosato é rapidamente degradado por micróbios no solo, produzindo ácido aminometilfosfônico (AMPA, que, assim como o glifosato liga-se fortemente ao solo). Apesar de ambos o glifosato e o AMPA serem detectáveis em corpos de água, parte do AMPA detectado pode ser resultado da degradação de detergentes.
Na Argentina, o uso massivo do glifosato provocou a aparição de resistência, levando a um aumento progressivo das doses usadas, e assim a uma desvitalização e perda de fertilidade do solo.[carece de fontes?]
O glifosato é geralmente menos persistente na água do que no solo. Foi observada uma persistência 12 a 60 dias nas águas das lagoas canadenses; no entanto, no norte dos Estados Unidos, foi observada uma persistência superior a um ano em sedimentos lacustres analisados em Michigan e Oregon. Glifosato, em baixas concentrações, também tem sido encontrado em muitos córregos e rios dos Estados Unidos e da Europa .
Segundo um estudo de  2003, abrangendo várias formulações de  glifosato,  "as avaliações de risco baseadas em concentrações estimadas e observadas de glifosato, resultantes da sua utilização contra plantas indesejáveis, em pântanos ou áreas encharcadas, mostraram que o risco para os organismos aquáticos é insignificante ou pequeno, se as taxas de aplicação forem inferiores a 4 kg / ha, e  ligeiramente maior, se as taxas de aplicação forem de 8 kg / ha".
Uma  meta-análise de 2013 também analisou os dados disponíveis relacionados com potenciais impactos dos  herbicidas à base de glifosato sobre os anfíbios. De acordo com os autores, a utilização de pesticidas à base de glifosato não pode ser considerada como a principal causa do declínio dos anfíbios, já que a maior parte desse declínio ocorreu antes do uso generalizado de glifosato ou até em áreas tropicais intactas, com exposição mínima ao glifosato. Os autores recomendam maiores estudos sobre as espécies e o estágio de desenvolvimento da toxicidade  crônica, bem como dos níveis de glifosato ambientais, com monitoramento contínuo dos dados,  para que se possa determinar se o glifosato tem algum papel no declínio dos anfíbios em todo o mundo - e qual seria esse papel. Sugerem também incluir os anfíbios em baterias de testes padronizados.
As formulações de glifosato contendo surfactantes são muito mais tóxicas para anfíbios e peixes do que o glifosato isoladamente, por isso, produtos com glifosato para uso aquático geralmente não usam surfactantes.
As formulações de glifosato podem conter certos componentes ditos "inertes" ou coadjuvantes, que muitas vezes não são informados, já que a legislação de diversos países não exige que esses ingredientes sejam revelados..
Segundo um estudo publicado em 2010, o glifosato comercial causou falhas neurais e malformações craniofaciais em rãs-de-unhas-africanas  (Xenopus laevis). Nos experimentos  foram usados embriões de rã que foram incubados em uma solução comercial de glifosato com diluição de 1:5000.  Os embriões sofreram redução do tamanho do corpo,  alterações na morfologia do cérebro, redução dos olhos, alterações dos  arcos branquiais e  da  placa neural, entre  outras anomalias do  sistema nervoso.  Os autores sugerem que o próprio glifosato tenha sido responsável pelos resultados observados pois  a  injeção de glicosato puro produziu resultados similares  em embriões de galinha.
A Monsanto e outras empresas oferecem produtos de glifosato com diferentes tipos de surfactantes especificamente formulados para uso aquático. A Monsanto produz o "Biactive" e o "AquaMaster".
Em 2001, os efeitos do Vision®, da Monsanto, foram estudados em áreas pantanosas do Canadá. Verificou-se mortalidade significativa quando as concentrações foram superiores aos limites estabelecidos pelas autoridades canadenses. Além disso foi constatado que  fatores locais, tais como pH e a presença de sedimentos em suspensão, afetavam substancialmente a toxicidade nas larvas de anfíbios testadas . Mas, em geral, "os resultados sugerem que o uso silvicultural do herbicida Vision®, quando feito  de acordo com o rótulo do produto e com as  normas ambientais canadenses, tenha  efeitos adversos desprezíveis sobre as fases de vida larval de anfíbios nativos."

## Resistência ao glifosato
A história da resistência de culturas agrícolas ao glifosato é boa parte da história da Monsanto e de seus pesquisadores. Dentre eles, estava Ernie Jaworski na década de 1970 observando em laboratório a correlação entre a privação de certos aminoácidos em plantas sob o efeito do glifosato. Jaworski, nascido em 1926, em Minneapolis, filho de imigrantes poloneses e doutor pela Universidade de Oregon em 1952, trabalhava como pesquisador para a Monsanto quando a empresa surpreendia o mercado ao lançar um herbicida de amplo espectro de grande sucesso comercial, o Roundup. Em 1980,  Amrhein, um pesquisador da Alemanha descobriu a relação entre a inativação de uma enzima com o colapso da planta causado pela molécula do glifosato, abrindo caminho para que os cientistas Ernie Jaworski e o jovem Robb Fraley iniciassem as pesquisas de transgenia e seleção de plantas com alta tolerância ao efeito bioquímico da molécula do glifosato. Em 1981 o cientista Luca Comai logrou isolar uma colônia de bacterias do gênero salmonella (posteriormente publicado e descrito todo o processo bioquímico na revista Nature, em 1985) que se revelaram tolerantes ao glifosato e tais resultados foram quase imediatamente perseguidos pelos cientistas da Monsanto que em 1985, com Rob Horsch dirigindo as pesquisas, eles lograram isolar uma colônia de bacterias, a agrobacterium tumafaciens, tolerante ao glifosato para futura transgenia dele para o material genético da planta agrícola que se buscava desenvolver. A Monsanto seguiu com as pesquisas, buscando, associado a uma postura comercial agressiva de direito à patentes intelectual, isolar um gene ideal de uma bacteria para a transgenia de plantas resistentes, feito que conseguem realizar coletando amostras de bacterias ao oeste de New Orleans, próximas industria de  Roundup Monsanto Luling plant. Em 1989 a Monsanto conseguiria o material genético assegurado em segredo industrial  para dar início a sua linha de sementes resistentes ao glifosato. O desenvolvimento das sementes de transgenia resistentes à glifosato teria o seu início com a soja transgênica criada por John Sanford e Edward Wolf, em maio de 1987, com auxílio de sua gene gun, um equipamento idealizado por ele para bombardear o células com descargas elétricas capazes de alterar o DNA.. 
Na corrida das patentes de transgenica para desenvolver produtos comerciais resistentes à herbicidas, a Agrocetrus associada à Asgrow convenceram a Monsanto e juntas criaram as primeiras sementes de soja transgênica. Em 1994 a soja transgênica resistente ao glifosato era inaugurada como produto comercial.  

### Descrição bioquímica
Alguns microrganismos possuem uma forma de 5-enolpiruvoil-shikimato-3-fosfato sintetase (EPSPS) resistente ao glifosato. A versão usada nas culturas geneticamente modificadas foi isolada da cepa C4 da Agrobacterium que era resistente ao glifosato. O gene CP4 EPSPS foi clonado e inserido na soja.
O gene CP4 EPSPS foi manipulado para expressão em plantas pela fusão de sua parte terminal com um peptídeo de cloroplasto obtido de outra planta, no caso a petúnia. Este peptídeo demonstrara anteriormente a habilidade EPSPS bacterial para os cloroplastos de outras plantas. O plasmídeo utilizado para transportar o gene para dentro da soja foi o PV-GMGTO4. Ele possui três genes de bactérias: dois genes PC4 EPSPS, e um gene marcador, de Escherichia coli, que codifica a beta-glucuronidase (GUS).
Foi usado o método de aceleração de partículas para injetar o gene no cultivar A54O3 da soja. A expressão do gene GUS foi testada por um método de coloração, e as plantas que apresentaram o gene GUS foram pulverizadas com glifosato para testar sua tolerância.

## Culturas geneticamente modificadas
Em 1991 começou a ser vendida a soja geneticamente modificada. Em 2004 o glifosato era usado em 80% das plantações de soja dos EUA para eliminar ervas.

## Nomes comerciais
Inicialmente produzido pela Monsanto com o nome de Roundup, o produto não está mais sob patente e agora é vendido sob vários nomes, como TOP UP48 na Tailândia ou Mata-Mato, no Brasil.

## Outros usos
Entre 1994 e 2015, o glifosato foi um dos herbicidas pulverizados nos campos de coca da Colômbia em territórios dominados por traficantes e pelas FARC, como parte do Plano Colômbia, que visava erradicar o cultivo das plantas usadas na fabricação da cocaína. Outros países, como Equador e Peru, também fizeram uso de pulverização aérea com este mesmo fim. Em 2016, menos de um ano após a interrupção da pulverização aérea, a área utilizada para plantação de coca havia aumentado em mais de 50%, e ao final de 2017 o país voltava a bater recordes de produção de cocaína.

## Condenações judiciais

#### Caso Dewayne Johnson
Em Junho de 2018, no processo judicial Johnson v. Monsanto Co., Dewayne Johnson, um antigo jardineiro de uma escola da Califórnia, de 46 anos, que está a morrer de linfoma não-Hodgkin, levou a Monsanto (que tinha sido adquirida pela Bayer no início desse mês) a julgamento no tribunal superior do condado de São Francisco, alegando que esta passou décadas a esconder os perigos cancerígenos dos seus herbicidas Roundup. O juiz ordenou que os jurados fossem autorizados a considerar tanto as provas científicas relacionadas com a causa do cancro de Johnson como as alegações de que a Monsanto suprimiu provas dos riscos, com possíveis indemnizações punitivas.  Em Agosto de 2018, o júri atribuiu a Johnson 289 milhões de dólares de indemnização. A Monsanto disse que iria apelar, dizendo que estavam confiantes de que o glifosato não causa câncer quando usado de forma adequada. Em recurso, o prêmio foi reduzido para $ 78.5 milhões em Novembro de 2018, e posteriormente reduzido ainda para $ 21.5 milhões em julho de 2020.

#### Caso Edwin Hardeman
Em Março de 2019, Edwin Hardeman, de 70 anos de idade, recebeu 80 milhões de dólares numa ação judicial alegando que o Roundup foi um fator substancial no seu cancro, resultando em lojas Costco interrompendo as vendas do produto. Em julho de 2019, o juiz distrital dos EUA Vince Chhabria reduziu o valor da indemnização para $ 26 milhões. Chhabria afirmou que a sentença era apropriada porque as evidências "apoiavam facilmente a conclusão de que a Monsanto estava mais preocupada em reprimir as investigações de segurança e manipular a opinião pública do que em garantir que seu produto fosse seguro". Chhabria afirmou que existem provas dos dois lados sobre o glifosato causar cancro ou não,  mas que o comportamento da Monsanto mostrou "uma falta de preocupação com o risco de o seu produto poder ser cancerígeno 

#### Caso Alva e Alberta Pilliod
Em 13 de Maio de 2019, um júri da Califórnia ordenou à Bayer que pagasse um bilião de dólares de indemnização, a Alva e Alberta Pilliod, de Livermore, depois de concluir que a empresa não tinha informado adequadamente os consumidores sobre a possível carcinogenicidade do Roundup. Em 26 de Julho , um juiz do condado de Alameda reduziu a sentença para 86,7 milhões de dólares, afirmando que a sentença do júri excedia os precedentes legais. Mas afirmou que: "Neste caso, há provas claras e convincentes de que a Monsanto fez esforços para impedir, desencorajar ou distorcer a investigação científica e a ciência resultante".
A Monsanto, ou melhor, a Bayer, vai enfrentar agora mais de cem mil casos semelhantes nos Estados Unidos.

## Legalização
Em 2017 Vandenberg et al. citou um aumento de 100 vezes no uso de herbicidas à base de glifosato de 1974 a 2014, a possibilidade de que as misturas de herbicidas provavelmente tenham efeitos que não são previstos apenas pelo estudo do glifosato, e a confiança dos atuais avaliações de segurança em estudos feitos há mais de 30 anos. Eles recomendaram que os padrões de segurança atuais fossem atualizados, escrevendo que os padrões atuais "podem falhar em proteger a saúde pública ou o meio ambiente".

### América Latina

#### Brasil
De maio a junho de 2019, a Agência Nacional de Vigilância Sanitária (Anvisa) abriu uma consulta pública sobre o glifosato Participaram da pesquisa 4.602 pessoas, sendo 11 de fora do país. Entre as participações do Brasil, os estados de São Paulo (1221), Paraná (836) e Rio Grande do Sul (522) foram os que mais responderam à consulta, a maioria dos brasileiros pediram a proibição. no entanto, a ANVISA reclassificou o glifosato como não sendo de alto potencial carcinogênico em humanos.
Em agosto de 2022, o Comitê-Executivo de Gestão (Gecex) e a Câmara de Comércio Exterior (Camex) reduziram os impostos de importação do glifosato e seu sal de monoisopropilamina.

### Europa

#### Portugal
O glifosato é o herbicida mais vendido em Portugal, em 2012 aplicaram-se no país, para fins agrícolas, mais de 1400 toneladas de glifosato, e esse consumo tem vindo a aumentar: entre 2002 e 2012 o uso de glifosato na agricultura mais do que duplicou.